# Unión de Utrecht (Iglesias)
La Unión de Utrecht es una federación de Iglesias católicas antiguas que no están en comunión con la Santa Sede, pues disienten de la Iglesia católica en varios aspectos, principalmente respecto al dogma de la infalibilidad pontificia. La Declaración de Utrecht solidificó este movimiento en 1889. La Unión de Utrecht está en plena comunión con la Comunión anglicana, de acuerdo a lo estipulado en el Acuerdo de Bonn de 1931, y con la Iglesia filipina independiente.

## Teología y prácticas
Como las Iglesias católicas antiguas nunca aceptaron el dogma de la infalibilidad pontificia, rechazan las doctrinas que la Iglesia católica ha promulgado por tal medio y argumento, especialmente los dogmas de la Inmaculada Concepción y la Asunción de María. Con respecto a la eucaristía, declaran creer que reciben el cuerpo y la sangre de Cristo bajo las especies del pan y del vino.
Las Iglesias católicas antiguas tienden a ser más liberales que la Iglesia católica. Muchas Iglesias de la Unión ordenan mujeres al sacerdocio. La Dra. Angela Berlis fue la primera mujer sacerdotisa en la Unión, ordenada en 1996. Además, las Iglesias en los Países Bajos, Alemania, Austria y Suiza ofrecen su bendición al Matrimonio entre personas del mismo sexo y a otras formas de unión.
En términos amplios, la mayoría de estas Iglesias enfatizan el valor de la conciencia individual en materias éticas, y, aunque la confesión privada no es obligatoria, igualmente la practican. Con respecto a temas como la contracepción, consideran que es un asunto que se debe asumir de manera discrecional.

## Historia
La Iglesia madre, la Iglesia católica antigua de los Países Bajos, fue fundada en el siglo XVIII como resultado de las tensiones entre la jerarquía católica local y la curia romana. Las otras Iglesias de la Unión, tales como la diócesis católica de la Iglesia antigua católica en Alemania, y la Iglesia católica cristiana de Suiza, la siguieron tras el Concilio Vaticano I, que definió el dogma de la infalibilidad del papa. Movimientos similares se añadieron desde Austria, República Checa y otros países, organizados todos bajo la Unión de Utrecht.
La Iglesia católica antigua mariavita, basada en Polonia, estuvo en la Unión de Utrecht desde 1909 hasta su expulsión en 1924.
La Iglesia católica nacional polaca en Norteamérica permaneció en estado de "comunión deteriorada" con la Unión de Utrecht durante los años 1997-2003, dado que aquella Iglesia no acepta la ordenación de mujeres, lo cual ya era una práctica común desde hacía varios años entre los anglicanos, los católicos antiguos de Europa y algunos otros grupos de católicos antiguos en los Estados Unidos que no estaban en la Unión de Utrecht.
Debido a este rechazo a la ordenación de mujeres, la Conferencia Episcopal Internacional de Católicos Antiguos del año 2003 determinó que «[...] la comunión plena, según lo establecido por los estatutos de la IBC [Conferencia Episcopal Internacional, por sus siglas en inglés] no pudo ser restaurada y por lo tanto, la consecuencia es que la separación de nuestras Iglesias continúa». En efecto, la Iglesia católica nacional polaca (ICNP) fue expulsada de la Unión de Utrecht, no por rechazar la ordenación de mujeres, sino por continuar rechazando la comunión plena con aquellas iglesias en la Unión que efectuaban tales ordenaciones. Sin embargo, en 2004, la Catedral de San Juan de la ICNP en Toronto se reconcilió con la Unión, pero dio marcha atrás en 2009. Con base en los mismos argumentos de la ICNP y a causa además de la decisión de algunas Iglesias de la Unión de bendecir las uniones entre personas del mismo sexo, la Iglesia católica antigua de Eslovaquia se separó de la Unión en 2004.

## Iglesias miembros de la Unión
- Iglesia católica antigua de los Países Bajos (Países Bajos, Bélgica y Luxemburgo)
  - Arquidiócesis de Utrecht
  - Diócesis de Haarlem
- Diócesis católica de la Iglesia antigua católica en Alemania (Alemania)
- Iglesia católica cristiana de Suiza (Suiza)
- Iglesia católica antigua de Austria (Austria)
- Iglesia católica antigua de la República Checa (República Checa y Eslovaquia)
- Iglesia católica polaca (Polonia) (Iglesia antigua con sede en Polonia, se separó de la PNCC)
  - Diócesis de Varsovia
  - Diócesis de Cracovia
  - Diócesis de Breslavia
- Iglesia Filipina Independiente

Comunidades dependientes de la Conferencia Internacional de Obispos Antiguo-Católicos
- Iglesia católica antigua de Croacia (Croacia)
- Iglesia católica antigua en Suecia y Dinamarca (Suecia, Dinamarca, Islandia, Noruega y Finlandia)
- Misión vétero católica francófona (Francia)
- Misión vétero católica América Latina (toda América Latina)
- Misión vétero católica América (toda América excepto América Latina)

Iglesias que participan como observadoras
- La Iglesia lusitana católica apostólica evangélica (Portugal)
- La Iglesia española reformada episcopal